# Алани
Алани́  (арм. ալանիо файле  [ɑlɑní]) — восточная сладость. В армянской кухне — нанизанные на нитку и высушенные на солнце персики без косточек, начинённые толчёными ядрами грецкого ореха с сахаром, корицей и кардамоном.
Алани делают также из сушёного инжира и неспелых абрикосов белого сорта.
Встречаются «экзотические» варианты из груши, чернослива и томата.

## Приготовление
Персики для приготовления должны быть спелыми и твёрдыми. Плоды очищают от кожицы и окуривают серой в течение 1—2 часов, затем выкладывают на солнце. Ядра грецких орехов толкут в ступке, затем перемешивают с сахаром и специями (обычно используются молотая корица и кардамон, возможно добавление небольшого количества мёда). Когда персики сморщатся и подсохнут, из них осторожно удаляют косточку, вместо которой помещают ореховую начинку. Начинять сушёный фрукт нужно так, чтобы не повредить его стенки и разгладить все имеющиеся морщинки. Чтобы начинка не выпала, края персика сильно защипывают. Затем персик слегка сдавливают, нанизывают на нитки и развешивают для окончательного высушивания. Поскольку продукт боится влаги, лакомство хранят в тёмном и сухом месте.
Возможно приготовить алани и из заранее высушенных абрикосов, достаточно залить их тёплой водой и оставить приблизительно на час, а затем наполнить ореховой начинкой.
Алани хорошо хранится, его едят обычно зимой, в романе Х. Абовяна «Раны Армении» упоминается в качестве масленичного гостинца.